# Базилика Святой Марии над Минервой
Базилика Святой Марии над Минервой, Санта-Мария-сопра-Минерва (итал. La basilica di Santa Maria sopra Minerva) — титулярная малая базилика (Minor Basilica), расположенная в Риме на Марсовом поле в районе Пинья на площади Piazza della Minerva.

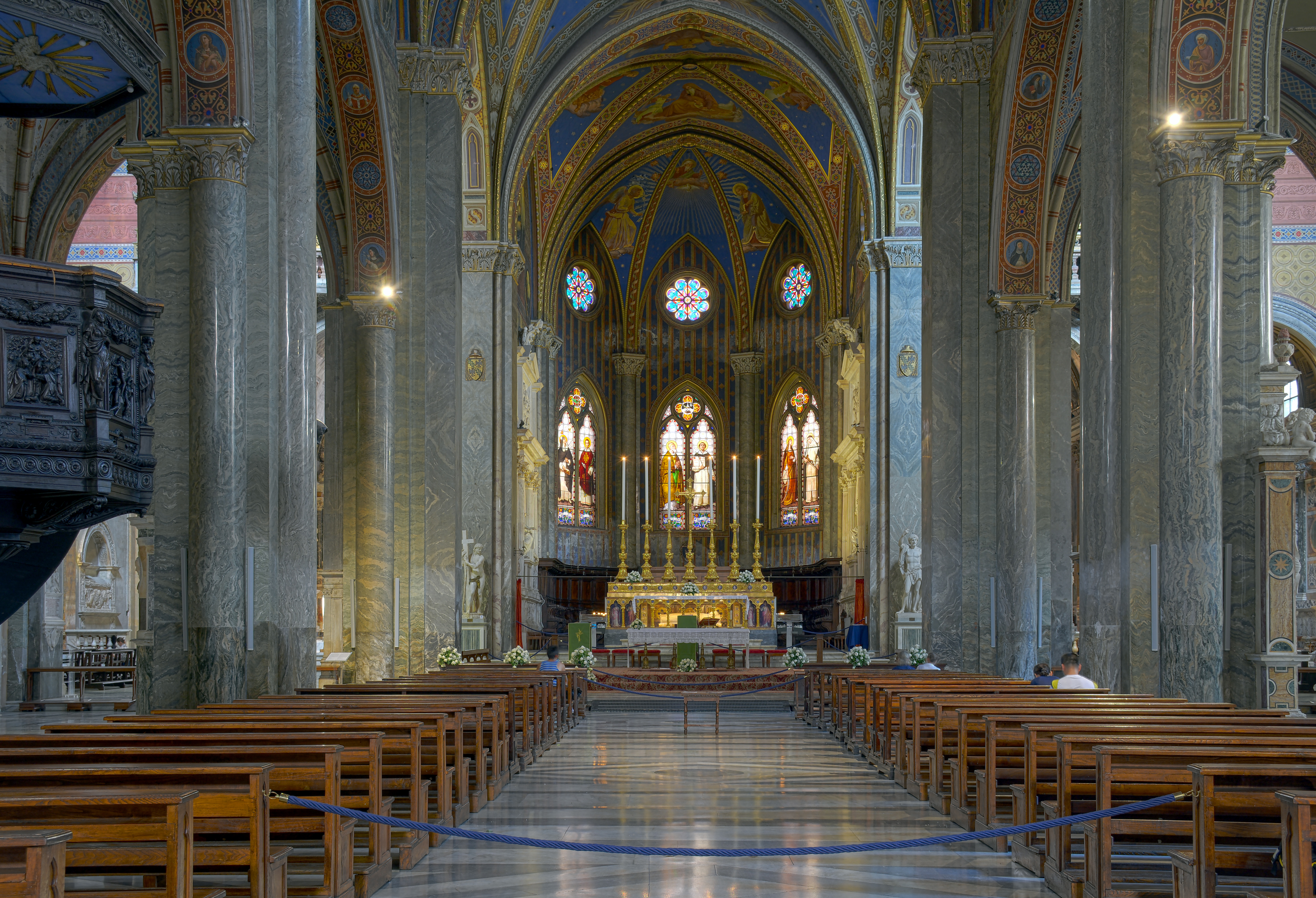
Церковь Санта-Мария-сопра-Минерва в Риме. Интерьер

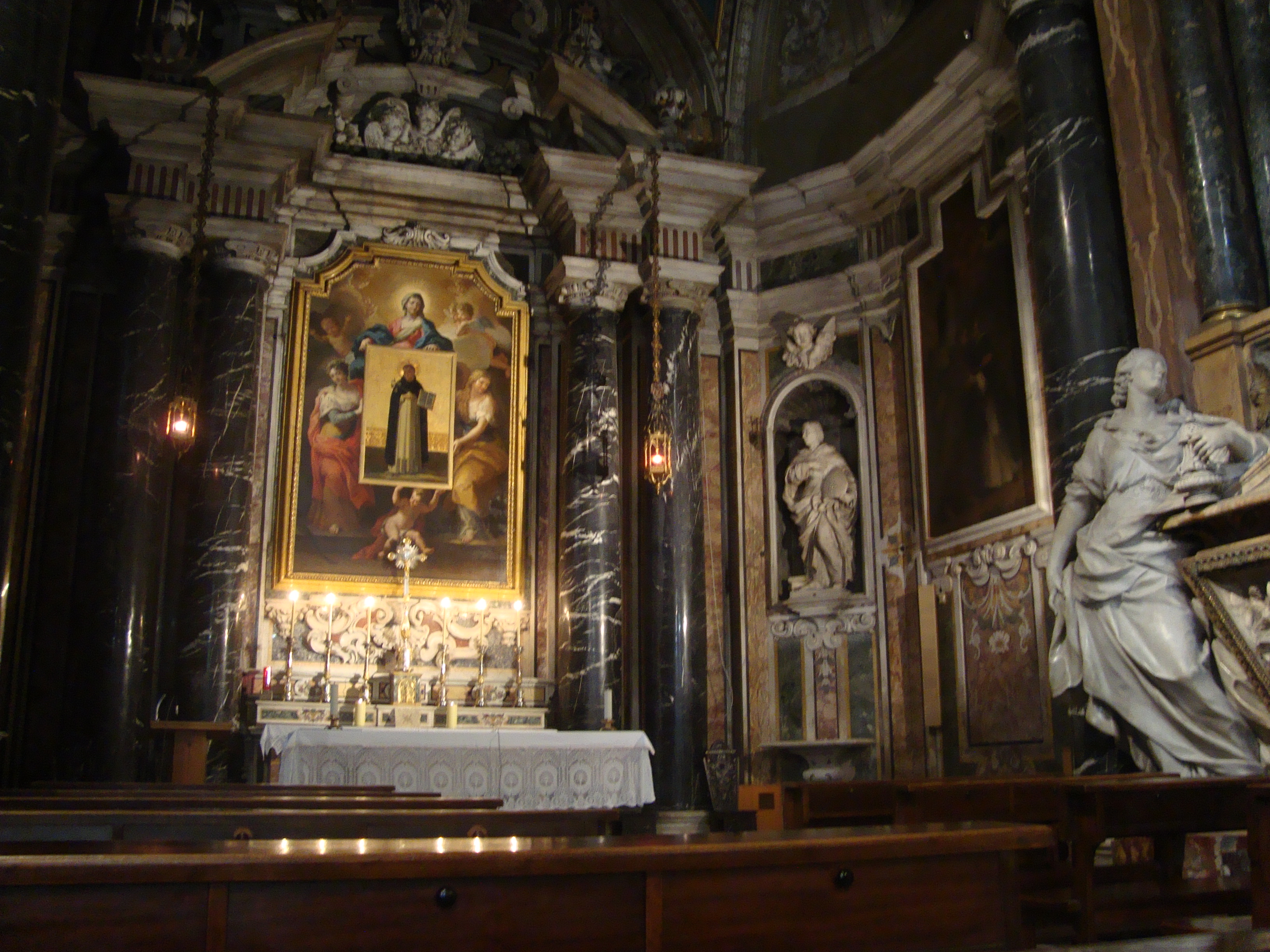
Капелла Сан-Доменико. 1724—1726. Архитектор Ф. Рагуццини

Базилика является одним из главных храмов римско-католического доминиканского ордена. Находится вблизи Пантеона, согласно традиционной версии, на месте античного храма, посвящённого богине Минерве. «Базилику над Минервой» принято считать единственным сохранившимся готическим храмом Рима. Церковь является местом погребения многих выдающихся личностей, в том числе Святой Екатерины Сиенской, поэта и просветителя, кардинала Пьетро Бембо, доминиканского монаха флорентийского художника эпохи Возрождения фра Беато Анджелико. В церкви также захоронены папы Павел IV, Урбан VII, папы из семьи Медичи: Климент VII, Лев X, а также его сестра Лукреция Медичи. Внутри церкви имеются многие выдающиеся произведения искусства, в том числе фрески художников Мелоццо да Форли и Филиппино Липпи.
Дважды в этом храме проводили папские конклавы: в 1431 и 1447 годах. В церкви (или около неё) собирались комиссии по вопросам отречения еретиков и проводились ритуалы отречения. Именно здесь отрёкся от своих «заблуждений» граф Калиостро. В монастыре, примыкающем к церкви, 22 июня 1633 года Галилео Галилей, обвинённый в распространении еретического учения, отрёкся от своих научных тезисов.
В правой части фасада отмечены уровни наводнений из-за разливов реки Тибр на протяжении веков. Самый старый датируется 1422 годом, во время понтификата Мартина V; наивысший уровень относится к январю 1548 года; самый последний датирован декабрем 1870 года.
С 28 июня 2018 года кардиналом-священником с титулом церкви Санта-Мария-сопра-Минерва является португальский кардинал Антониу Аугусту душ Сантуш Марту.

## История и архитектура храма
В VIII веке на этом месте находился ораториум Девы Марии (oratorio dedicato alla Vergine), возведённый на руинах античного храма Минервы Халкидики, построенного, по одной версии при императоре Домициане (81—96), по другой — построен Гнеем Помпеем Великим в 60 году до н. э.. По иной версии на этом месте находились три древних храма, посвященных Минерве, Исиде и Серапису. Вероятно, со временем святилища заменили общим храмом Минервы-Исиды (лат. Minerva Isaeum). Римляне верили, что египетская Исида, римская Минерва и христианская Мария связаны общей добродетелью: божественной мудростью. Остатки древнего, но неатрибутированного святилища открыты археологами в крипте действующей церкви. Предполагается также, что церковь Святой Марии построена на руинах античного дома Септы Юлии примерно в двухстах метрах от античного храма Минервы.
В 750 году папа Захарий греческого происхождения, поклонник греческого искусства, поставил на античных руинах небольшую церковь в форме ротонды и отдал её в ведение греческих монахинь Ордена Святого Василия Великого, бежавших из Константинополя в период иконоборческих гонений, охвативших Византию. С 1255 года церковь принадлежала «бенедиктинцам Марсова поля». В последующие годы монастырь Св. Марии Минервской находился под попечительством первого доминиканского монастыря Рима — монастыря Св. Сабины. Весь комплекс зданий стал известен как «Остров мудрости» (Insula Sapientae). В 1266 году он перешёл к доминиканским монахам. В 1280—1370 годах доминиканцы с помощью флорентийских мастеров строили новый храм по образцу флорентийской церкви Санта-Мария-Новелла.
Церковь строили трёхнефной. В 1453 году граф Франческо Орсини приказал построить фасад на свои средства. В XVII веке Карло Мадерна придал фасаду барочный облик (детали были изменены в XVIII в.). Однако храм оставался незавершённым до 1725 года, когда его строительство было закончено по указанию Папы Бенедикта XIII. В 1600 году производили перестройку интерьера (колонны, облицованные серым мрамором относятся к XIX веку). Между 1848 и 1855 годами Джироламо Бьянкеди руководил важными реставрационными работами, во время которых было снесено большинство пристроек в стиле барокко, а стены были украшены фресками в неоготическом стиле. В 1909 году большой орган с пневматической трансмиссией был построен фирмой Карло Веджецци Босси, отреставрирован в 1999 году.

## Интерьер

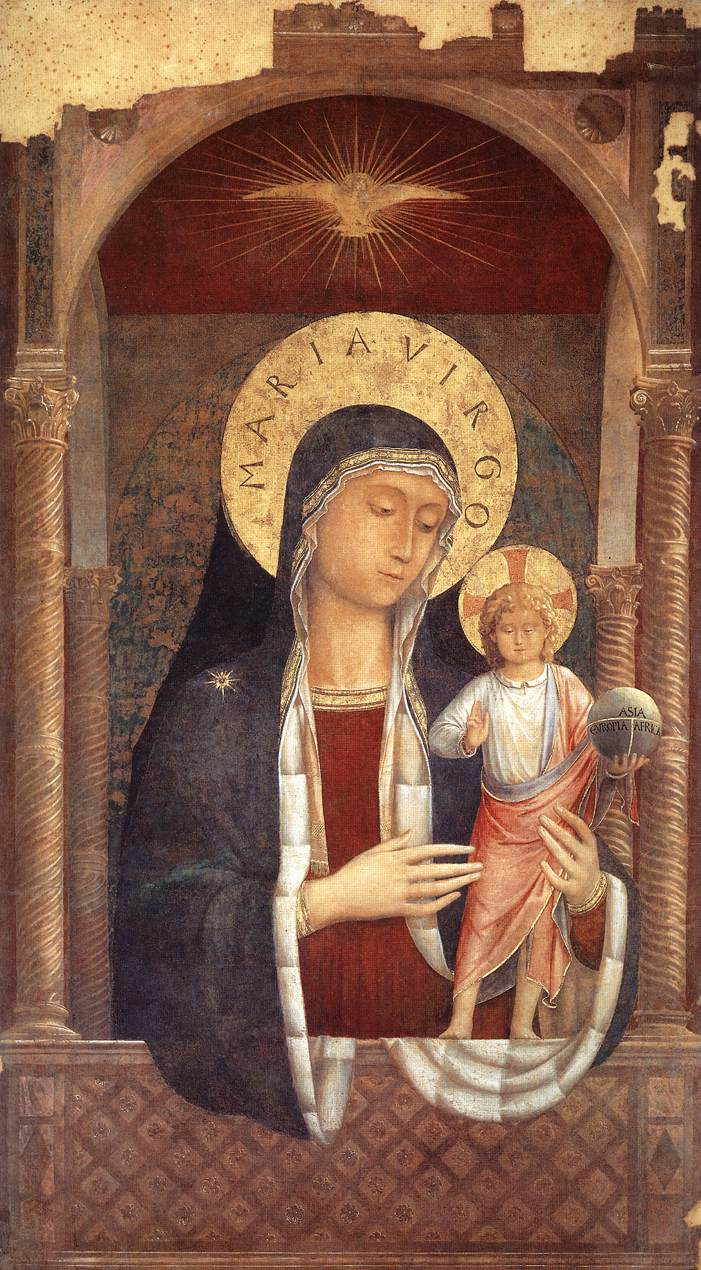
Беноццо Гоццоли. Мадонна и Спаситель мира. 1449. Шёлк на дереве, темпера. Капелла Франджипане

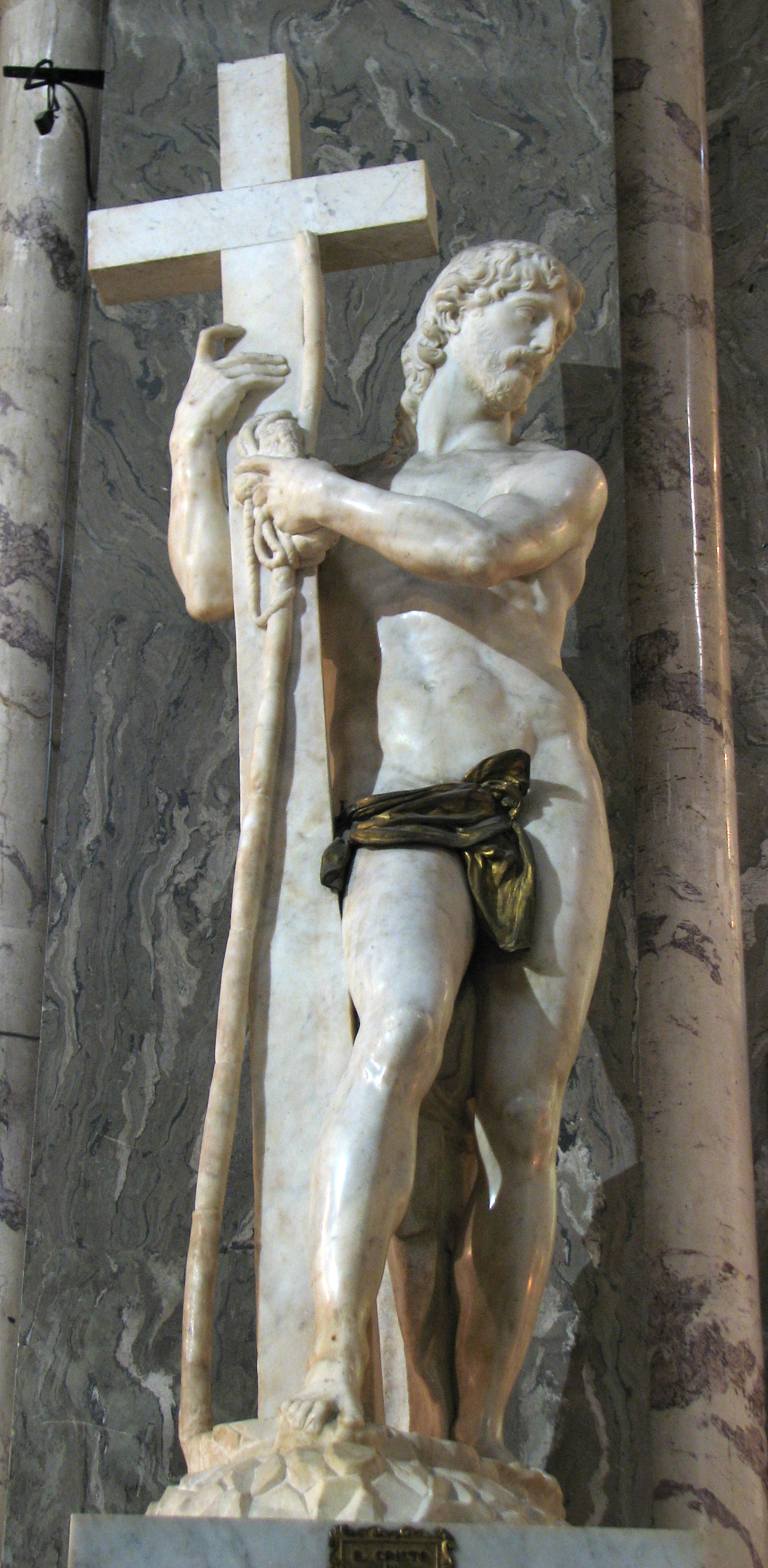
Mикеланджело. Воскресший Христос. 1519—1520. Мрамор

Интерьер церкви, несмотря на многие переделки, сохранил образ готического храма: нервюрные своды, расписанные золотыми звёздами по синему «небу», стрельчатые арки, витражи в окнах. Интерьер имеет три нефа. По сторонам боковых нефов располагаются частные капеллы:
- Капелла Аннунциата (Благовещения), оформленная Карло Мадерна с алтарным образом «Благовещение» Антониаццо Романо;
- Капелла Сан-Раймондо ди Пеньяфорт, содержащая памятник кардиналу Джованни Диего де Кока (1477), произведение скульптора Андреа Бреньо (также похороненного в церкви) и фреску «Христос-судья между двумя ангелами» Мелоццо да Форли;
- Капелла Сан-Доменико работы Филиппо Рагуццини с гробницей Папы Бенедикта XIII, украшенной произведениями Карло Маркионни и Пьетро Браччи, и скульптурой «Мадонна с Младенцем и святыми Иоанном Крестителем и Иоанном Евангелистом» (ок. 1670) Франческо Грассиа;
- Капелла Карафа, выдающийся памятник искусства раннего Возрождения в Риме, полностью расписанная фресками Филиппино Липпи для кардинала Оливьеро Карафа в конце XV века; Автор архитектурного декора, приписываемый Джулиано да Сангалло, Браманте или Баччо Понтелли, неизвестен. На левой стене находится надгробный памятник Папе Павлу IV Карафа, работа Пирро Лигорио, созданная в 1560-х годах[7].

Внутри здания находятся ценные произведения искусства XV и XVI веков, в том числе Рафаэллино дель Гарбо. В третьей капелле левого нефа находится алтарный образ Христа Спасителя, написанный на панно, приписываемом Перуджино. Наконец, существуют различные погребальные памятники и кенотафы, созданные Джан Лоренцо Бернини или приписываемые ему, такие как «Memoria a Maria Raggi» и бюст из гробницы Джованни Виджевано.
В 1380 году в церкви была погребена Екатерина Сиенская. Её мощи находятся под главным алтарём в роскошной раке. Останки тела святой Екатерины (без черепа и пальца), были обнаружены в базилике Сан-Доменико в Сиене. В северном трансепте захоронен выдающийся живописец, монах-доминиканец Фра Беато Анджелико, скончавшийся в 1455 году. На его саркофаге можно прочесть латинскую надпись: «Здесь покоится достопочтенный художник Фра Джованни из ордена проповедников. Пусть хвалою мне будет не то, что казался я вторым Апеллесом, но что все, чем владею, отдал Тебе, о Христос. Иные творения живы на земле, другие на небе. Город Флоренция, Этрурии цвет, дал мне, Джованни, рожденье». Текст эпитафии предположительно составлен папой Николаем V.
Церковь хранит многие произведения искусства. Слева от главного алтаря, у пилона установлена мраморная статуя «Воскресший Христос» работы Микеланджело, созданная им во Флоренции в 1519—1520 годах. Это второй вариант статуи (первый опыт 1514—1516 годов оказался неудачным из-за брака в глыбе мрамора). Вторую статую Микеланджело отправил в Рим, где её завершил ученик Пьетро Урбано, но сделал это столь плохо, что Микеланджело намеревался всё переделать. Тем не менее, именно это произведение делает церковь рядом с Пантеоном местом паломничества любителей искусства. Согласно одной из версий парную статую Святого Себастьяна, установленную в нефе церкви работы Н. Кордье рассматривают как переделку первого варианта «Воскресшего Христа» Микеланджело, считавшегося утраченным.

## Филиппино Липпи. Фрески Капеллы Карафа. Между 1489 и 1491

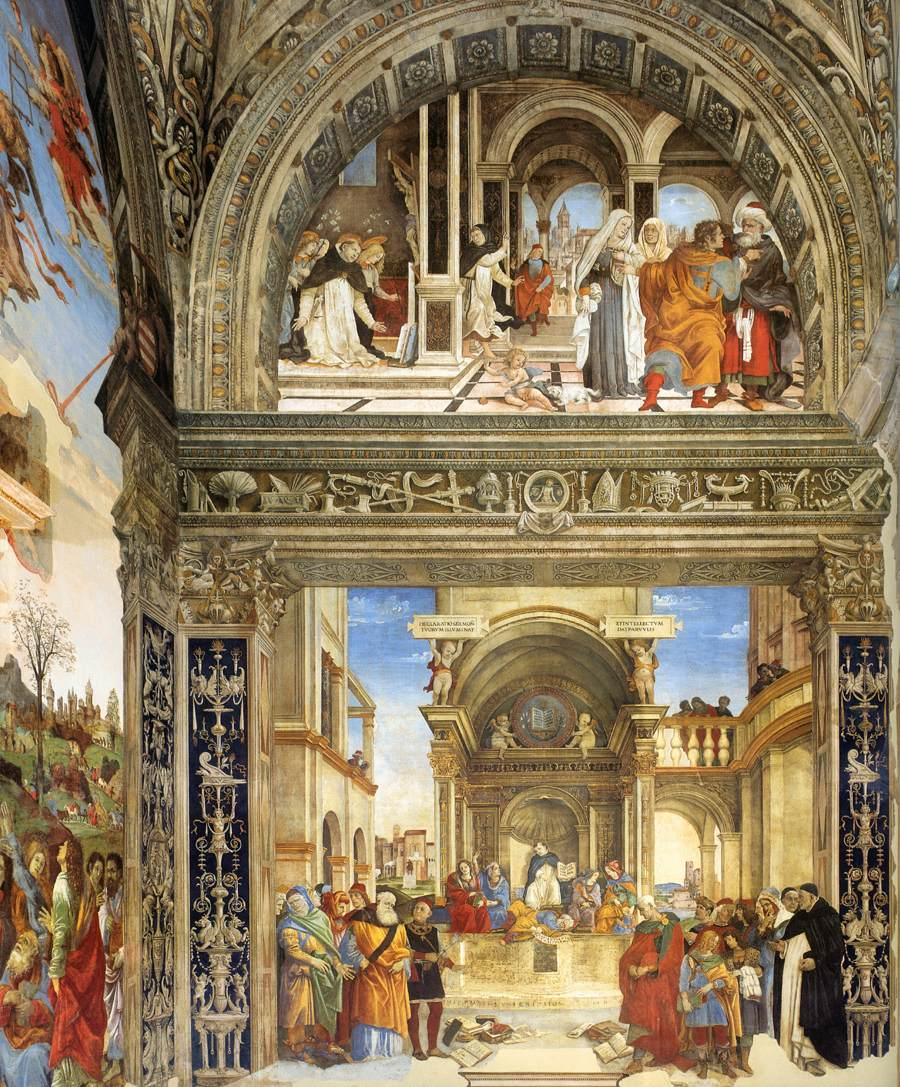
Общий вид фресок
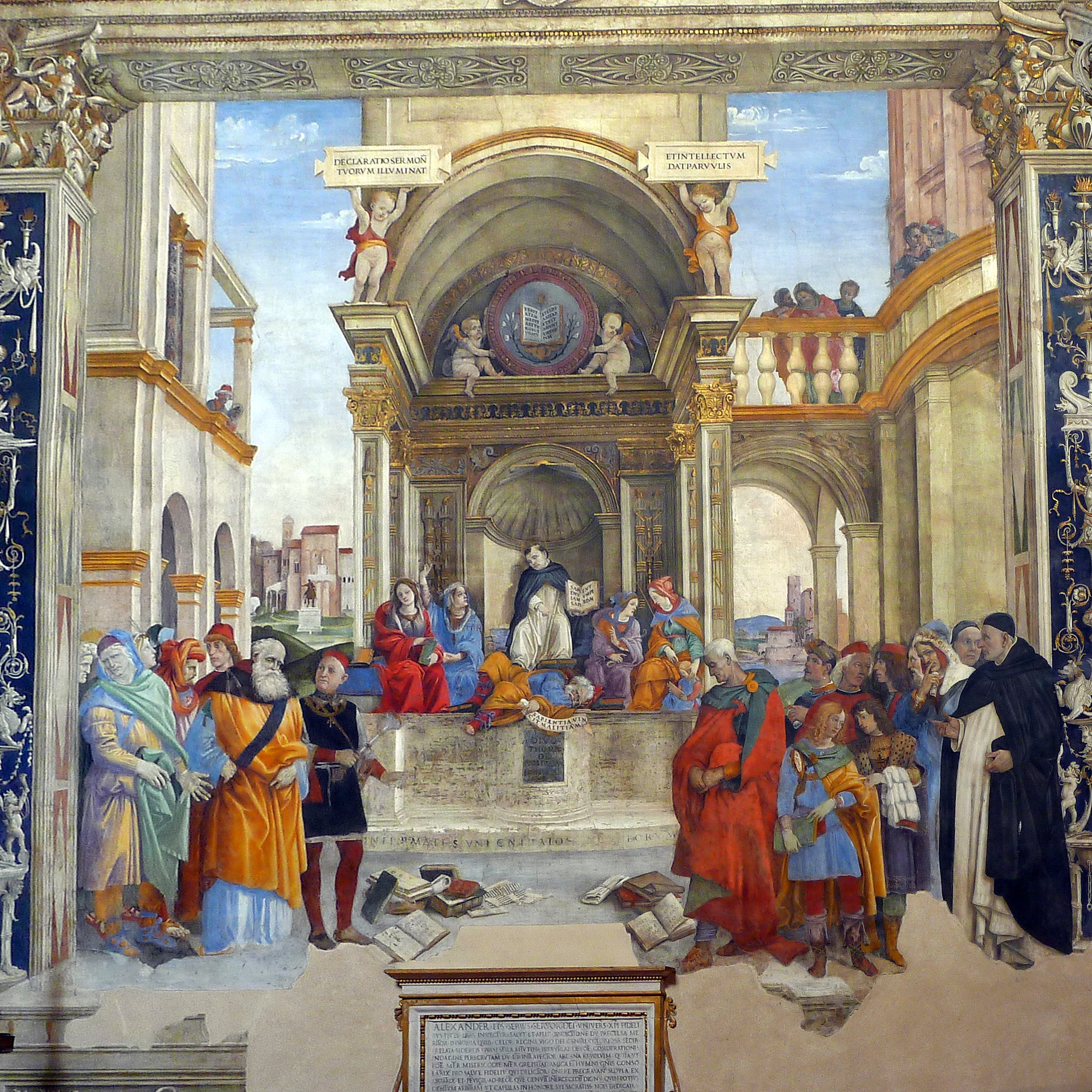
Триумф Святого Фомы Аквинского над еретиками
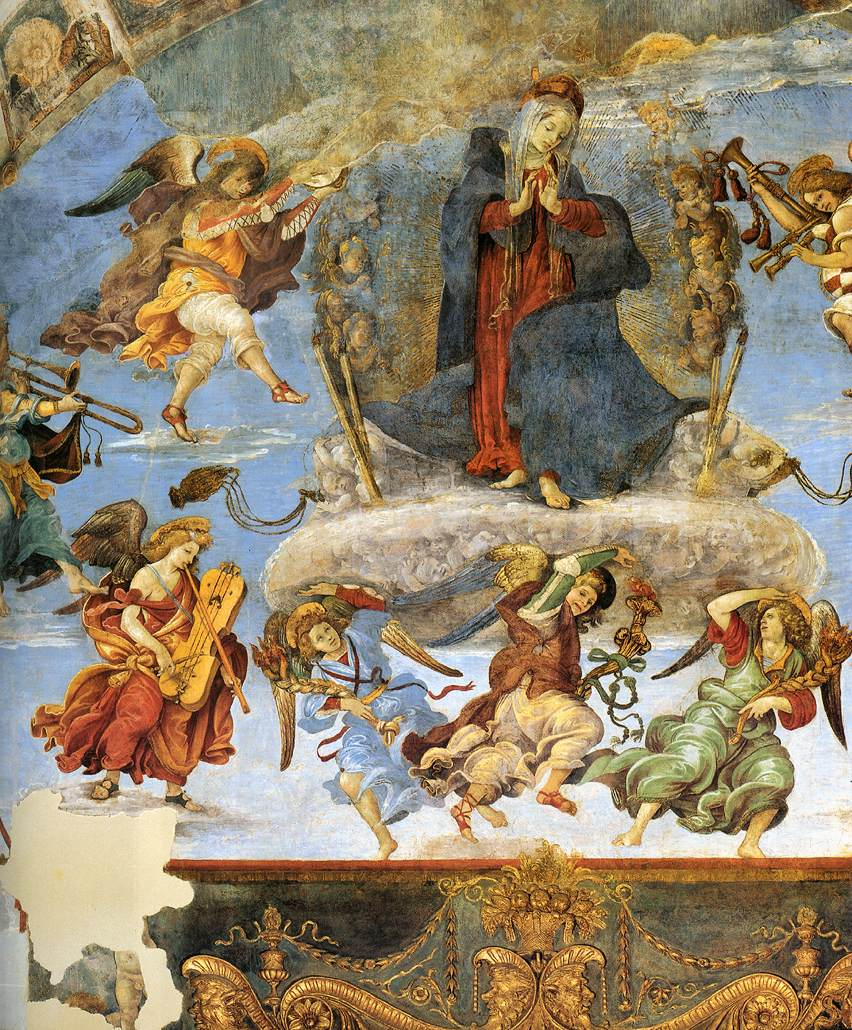
Вознесение Девы Марии (Ассунта)
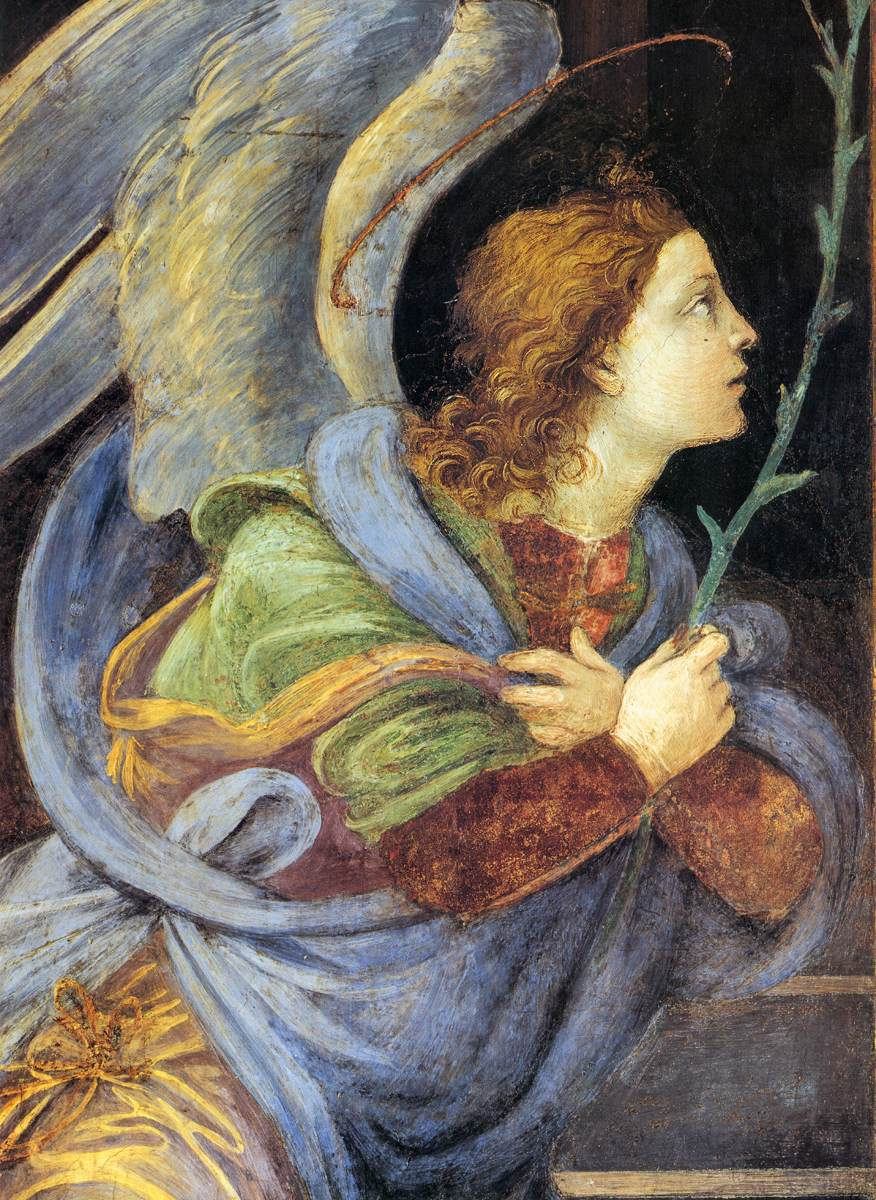
Архангел Гавриил
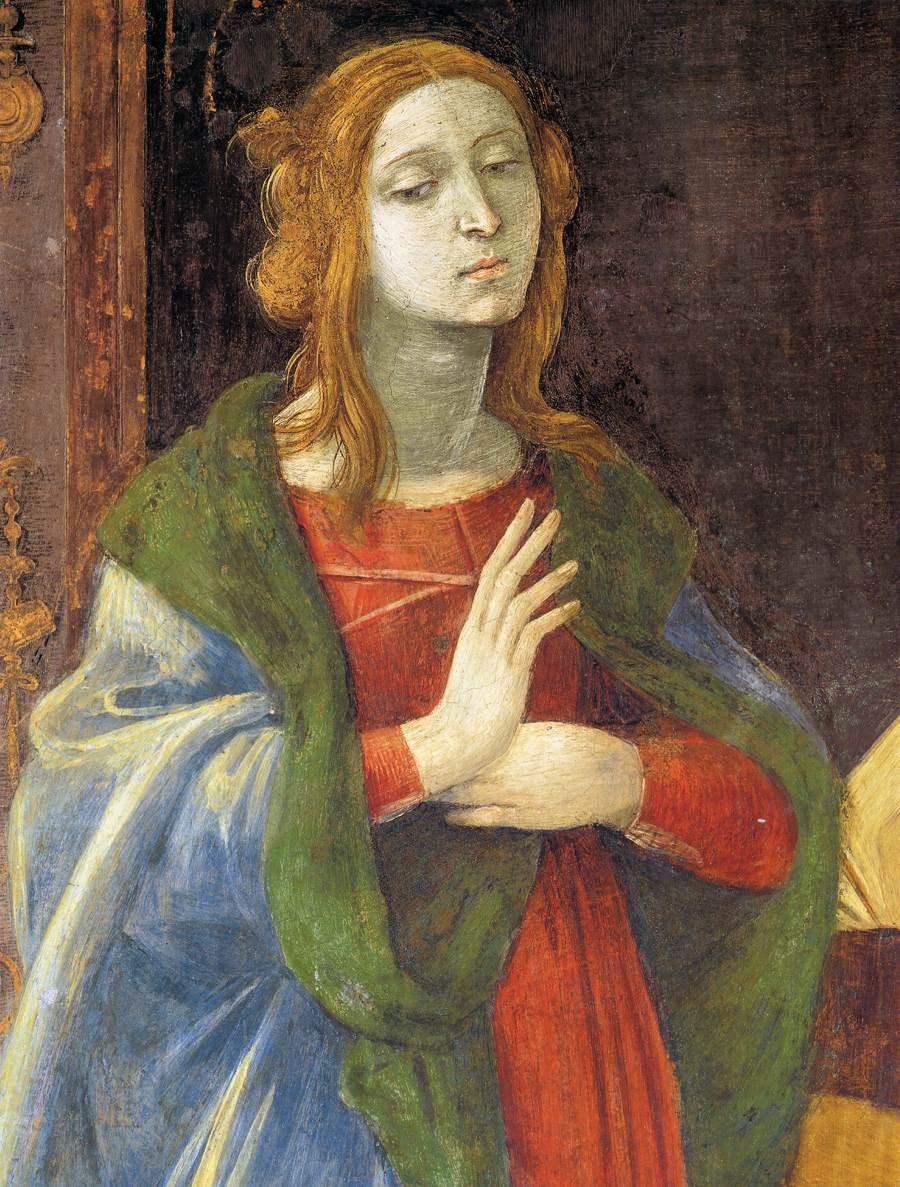
Дева Мария. Деталь фрески «Благовещение»
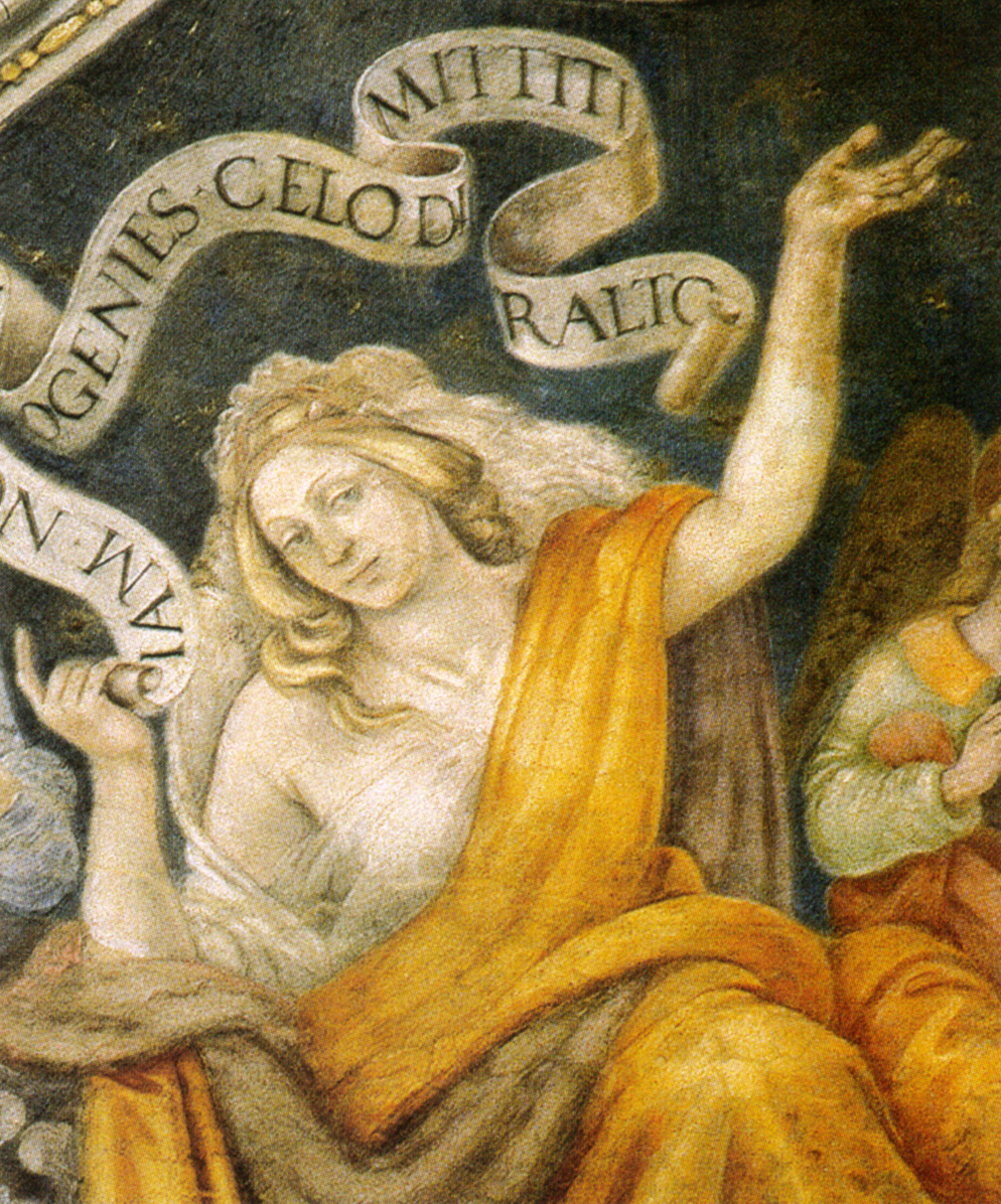
Кумская сивилла
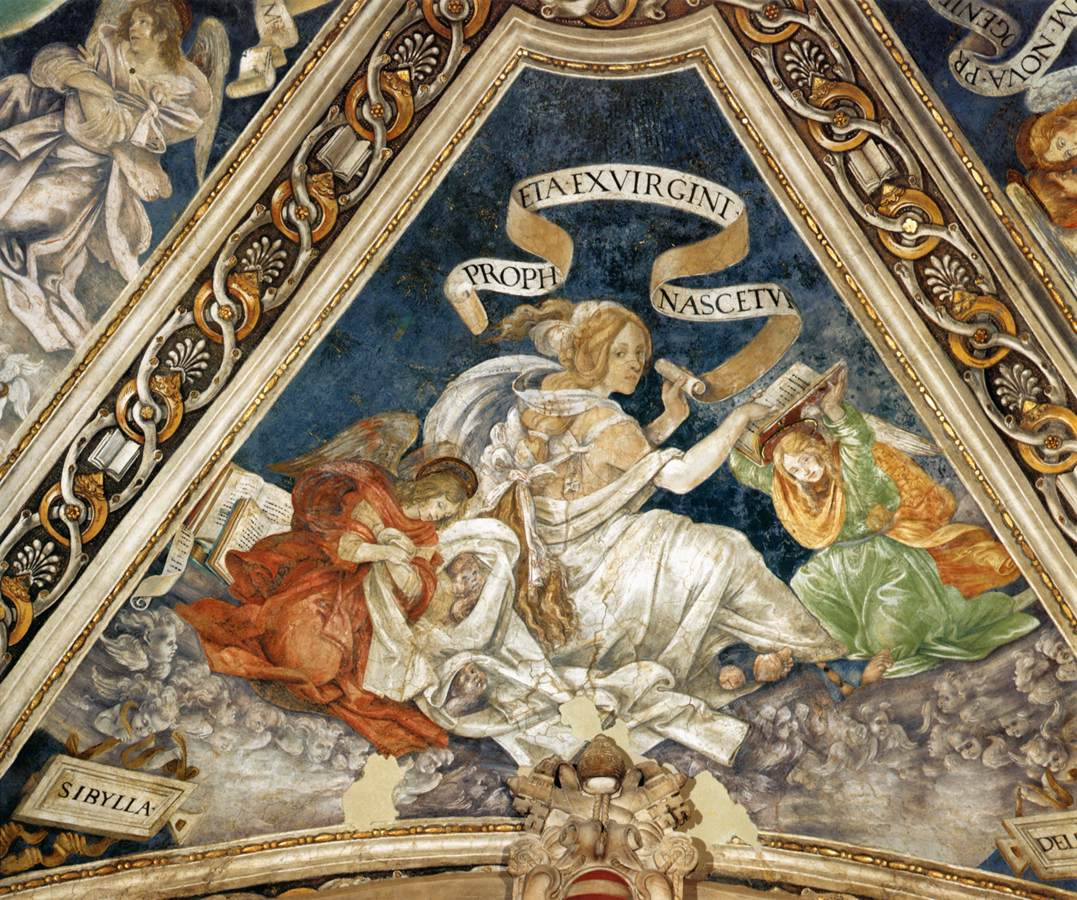
Дельфийская сивилла

Ещё одна достопримечательность — обелиск на спине слона, установленный перед церковью на площади Piazza della Minerva. В монастырском клуатре церкви полузасыпанный землей долгие годы лежал всеми забытый египетский обелиск из красного гранита (5,47 м), вероятно VI в. до н. э. Позднее рядом с церковью были найдены ещё несколько обелисков. Папа Александр VII решил поставить перед церковью Санта-Мария-сопра-Минерва один из обелисков и доверил проект Дж. Л. Бернини. Композиция выполнена в 1667 году его учеником Эрколе Феррата.

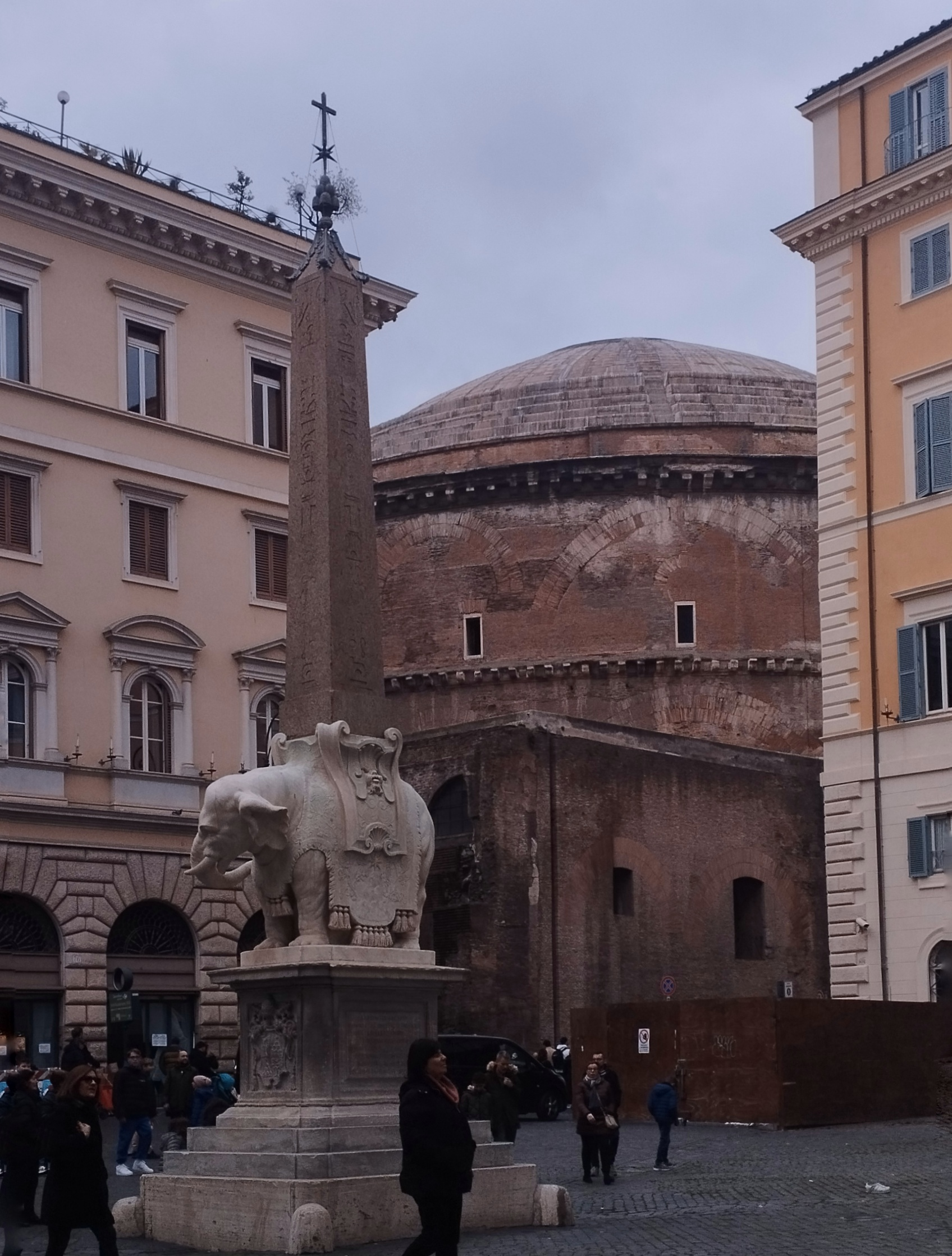
Обелиск церкви на фоне Пантеона

Иконография этого монумента имеет необычную историю. Живого слона в те времена видели немногие. Известно, что при дворе Папы Льва X несколько лет жил белый слон, подарок португальского короля Мануэля. Сохранилась копия рисунка Рафаэля с изображением этого слона. Однако архитектор Бернини живого слона не видел, поэтому убедительней другая версия. В 1419 году был обнаружен греческий трактат IV в. н. э. «Иероглифика», посвященный тайне египетских иероглифов. Трактат был издан в Венеции Альдом Мануцием на греческом языке в 1505 году. Перевод на латинский язык выполнил Марсилио Фичино во Флоренции в 1463 году. Монах доминиканского ордена Франческо Колонна (есть и другие версии авторства) в романе «Гипнэротомахия Полифила» (Hypnerotomachia Poliphili — «Борьба любовных страстей во сне Полифила», или «Сон Полифила», 1499) привёл описание путешествия в фантастический город, в котором герой осматривает пирамиду и обелиск, располагающийся на спине слона. Одна из ксилографий к венецианскому изданию романа показывает такую композицию. Архитектор Бернини решил использовать эту тему по совету иезуита А. Кирхер, специалиста по мифической иероглифике. В дальнейшем этот мотив стал популярным. На вершине обелиска — крест, опирающийся на «шесть гор» — эмблему Папы Александра VII из семьи Киджи, заказчика монумента.
В новой иконографии обелиск символизирует «Божественную мудрость, которая спускается на твёрдую голову, изображаемую слоном», об этом рассказывает латинская надпись на постаменте с намёком на мудрость Александра VII: "Sapientis Aegypti / inscultas obelisco figuras / ab elephanto / belluarum fortissima / gestari quisque hic vides / documentum intellige / robustae mentis esse / solidam sapientiam sustinere " (Кем бы ты ни был, видишь здесь, что фигуры мудрости египетской, вырезанные на обелиске, поддерживаются слоном, самым сильным из животных, это доказательство сильного ума, чтобы поддержать твердую мудрость). Нерасшифрованные в то время иероглифы считали изображениями солнечного света, что и было интерпретировано в духе христианской символики. Композиция — типичная для стиля барокко. Какое-то время в народе монумент был известен под шуточным прозванием «поросёнок Минервы» (итал.  Porcellino della Minerva) из-за сходства упитанного слонёнка с поросёнком, но затем название превратилось в более пристойное «цыплёнок Минервы» (итал.  Pulcino della Minerva ).